# Jaime Azinheira
Jaime Miranda Azinheira (Peniche, 20 de Agosto 1944 - Porto, 04 de Janeiro de 2016), escultor português.

## Carreira
Em 1964 e 1965, e após a sua passagem pela Escola de Artes Decorativas Soares dos Reis, Jaime Azinheira torna-se bolseiro da Fundação Calouste Gulbenkian e frequenta a Escola Superior de Belas Artes do Porto.
Os seus estudos são interrompidos pela obrigatoriedade do serviço militar de Setembro de 1966 a Novembro de 1969, tempo durante o qual passa 26 meses na Guiné.
Entre 1970 e 1979, vai exercer as profissões de designer de equipamento, designer de comunicação, designer editorial e ilustrador. Passa depois para o professorado, onde vai exercer funções entre 1979 e 1984, ministrado a disciplina de Educação Visual no então denominado Ensino Preparatório.
Em 1980 concluiu o curso de Escultura na Escola Superior de Belas Artes do Porto (ESBAP) com a média de 16 valores. A partir desta altura, começa a expor, sendo a sua primeira exposição individual de escultura, intitulada "Serões – cinco histórias em três dimensões", realizada na Cooperativa Árvore, no Porto, em 1982. É de novo bolseiro da Fundação Calouste Gulbenkian entre 1981 e 1983 para investigação em Escultura.
Em 1985 torna-se docente na ESBAP, acompanhando a sua passagem a Faculdade de Belas Artes da Universidade do Porto (FBAUP). É nesta mesma instituição que obtém o seu doutoramento. Reforma-se em 2005.
“Este artista produz esculturas de vincado desenho, feitas em materiais normalmente frágeis e com uma técnica original de moldagem, criando singulares e cenográficos objectos artísticos, muito expressivos, volumosos e até mesmo monstruosos, mas profundamente humanos. Exemplo disto mesmo são as esculturas "Scarface", uma obra em papel com vinilica e pintura acrílica, mostrada na segunda exposição individual do autor na Cooperativa Árvore (1986), "O Beijo", em gesso policromado (1982), obra que pertence ao Centro de Arte Moderna da Fundação Calouste Gulbenkian, e "Jornal" (1984), escultura em gesso policromado, propriedade da colecção da Câmara Municipal de Vila Nova de Gaia.
Jaime Azinheira também fez cenografias destinadas a peças de teatro, como as de Carlo Gozzi e Boris Vian, para os Comediantes do Porto e para o TEUC (Teatro dos Estudantes da Universidade de Coimbra), respectivamente, e protagonizou o filme "Saudade", para a RTP, sobre o mestre Soares dos Reis, integrado na série "Outonos" e dirigido por Francisco Manuel Manso Gonçalves de Faria. Este filme retrata a vida e obra de quatro vultos da cultura portuguesa que escolheram o suicídio (além de Soares dos Reis, Mário de Sá Carneiro, Antero de Quental e Florbela Espanca). Jaime Azinheira ajudou a fundar os "Artistas de Gaia" e também se dedicou ao Design de equipamento e de comunicação.
Obteve uma menção honrosa na III Bienal Internacional de Arte de Vila Nova de Cerveira (1982) com a escultura "A Sueca", o Prémio de Escultura com "Taberna", na IV Bienal de Cerveira (1984) juntamente com Clara Menéres, obra que integra a colecção da Câmara Municipal de Vila Nova de Cerveira, e o Prémio Garrett de Teatro, da Secretaria de Estado da Cultura (1988), pela cenografia da peça "Pássaro Verde", representada pelos Comediantes do Porto.
Azinheira participou em várias exposições em Portugal (Cooperativa Árvore, Bienais Internacionais de Arte de Vila Nova de Cerveira, Galeria Almada Negreiros, Bienal de Escultura de Óbidos, Centro Cultural do Minho, por exemplo) e no estrangeiro e encontra-se representado na Biblioteca-museu de Vila Nova de Gaia, na Casa-Museu Teixeira Lopes, em Vila Nova de Gaia, na Fundação de Serralves, Porto, no Centro de Arte Moderna da Fundação Calouste Gulbenkian, Lisboa, na Câmara Municipal de Vila Nova de Cerveira, no Clube Náutico Caminhense e em colecções particulares.”

## Vida pessoal
Casado com Elsa César (escultora).
Filho, Alexandre César Azinheira, nascido em 1971.
Filha Catarina César Azinheira, nascida em 1973.
Filha Filipa César Azinheira, nascida em 1975. ( Filipa César), nome artístico

## Filmografia
- «Jaime Azinheira». , "Saudade (Soares dos Reis)", do realizador Francisco Manso, (1992)